# Tierra Blanca, Puebla
Tierra Blanca är en ort i Mexiko.   Den ligger i kommunen Ajalpan och delstaten Puebla, i den sydöstra delen av landet, 240 km sydost om huvudstaden Mexico City. Tierra Blanca ligger 2 281 meter över havet och antalet invånare är 244.
Terrängen runt Tierra Blanca är lite bergig. Runt Tierra Blanca är det ganska tätbefolkat, med 116 invånare per kvadratkilometer. Närmaste större samhälle är Ajalpan, 14,1 km sydväst om Tierra Blanca. Omgivningarna runt Tierra Blanca är en mosaik av jordbruksmark och naturlig växtlighet.